# Monte-Baldo-Segge
Die Monte-Baldo-Segge (Carex baldensis) ist eine Pflanzenart aus der Gattung der Seggen (Carex) innerhalb der Familie Sauergrasgewächse (Cyperaceae). Dieser sehr seltene, aber weitgehend ungefährdete Endemit gedeiht in den Zentral- und Ostalpen auf felsigen Standorten. Kennzeichnend sind seine vielfach reinweißen Blütenstände. Sowohl der deutsche Trivialname als auch das Artepitheton baldensis nimmt Bezug auf einen seiner Wuchsorte in Italien, den Bergrücken am Gardasee namens Monte Baldo.

## Beschreibung

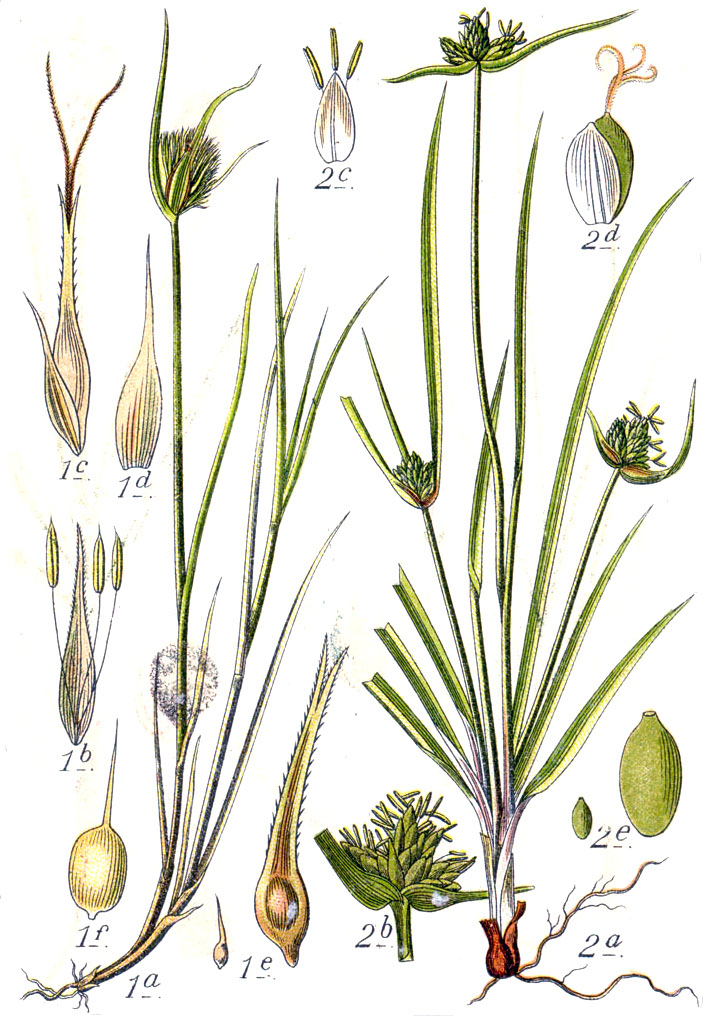
Illustration: Rechts Carex baldensis (2a bis 2e). Links ist die Zypergras-Segge (Carex bohemica, 1a bis 1e) dargestellt

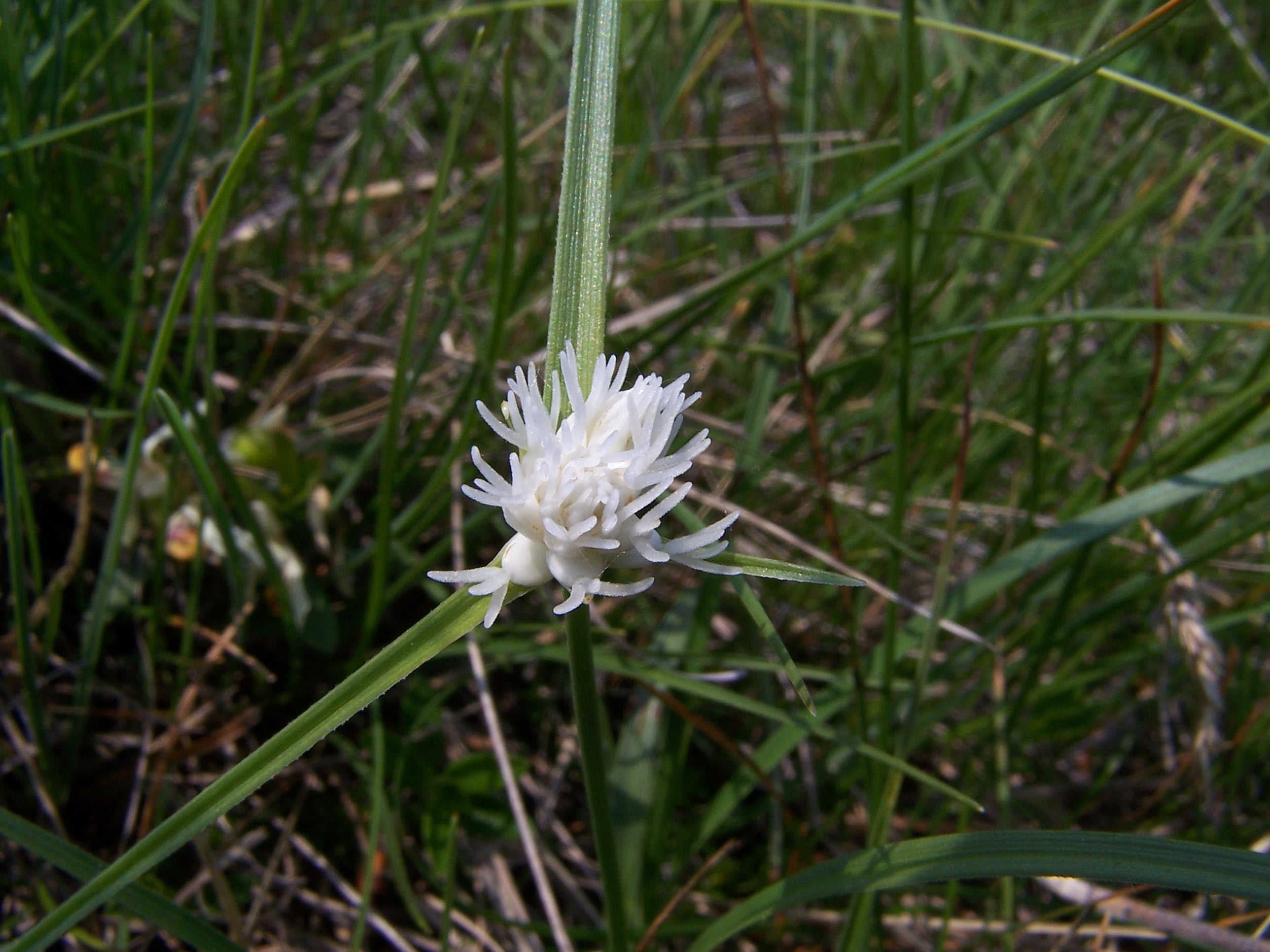
Blütenstand mit Hüllblättern und mit weiblichen Blüten

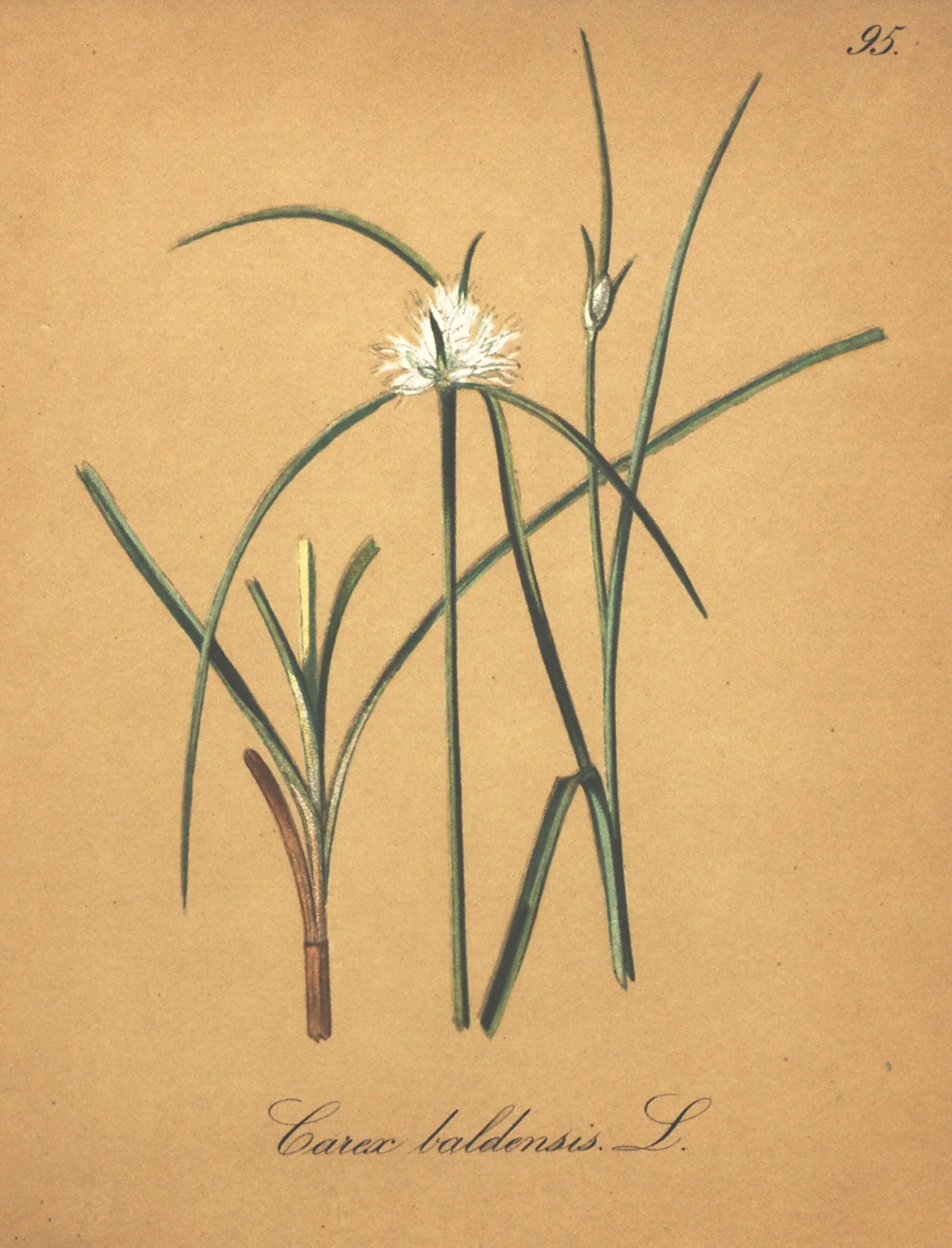
Illustration

### Vegetative Merkmale
Die Monte-Baldo-Segge ist eine ausdauernde krautige Pflanze, die Wuchshöhen von 10 bis 40 Zentimetern, zuweilen bis zu 65 Zentimetern erreicht. Sie bildet ohne Ausläufer lockere bis dichte Rasen. Der glatte, undeutlich dreikantige Stängel wächst steif aufrecht und ist ausschließlich am Grunde beblättert. Er ist bis 2 Millimeter dick.
Die grau-grünen, starren und gedrängt stehenden Laubblätter sind 2 bis 4 Millimeter breit; sie sind flach oder zusammengefaltet, an den Rändern rau und am oberen Ende eingerollt.

### Generative Merkmale
Die Blütezeit erstreckt sich von Mai bis August. Die Monte-Baldo-Segge ist einhäusig getrenntgeschlechtig (monözisch). Der endständige, köpfchenartige Blütenstand ist bis zu 2,5 Zentimeter lang und misst im Durchmesser 1 bis 2,5 Zentimeter. Der Blütenstand trägt an der Basis zwei bis fünf bis zu 10 Zentimeter lange und horizontal abstehende oder zurückgeschlagene Hüllblätter und verfügt über drei bis neun dicht gedrängt stehende weißliche Ährchen. Die Ährchen sind alle gleich gestaltet. Die bei einer Länge von etwa 10 Millimetern sowie bei einer Breite von etwa 4 Millimetern eiförmigen Ährchen enthalten viele Blüten und besitzen am Grund weibliche und am oberen Ende männliche Blüten. Die weißlichen bis gelblichen, dreinervigen Spelzen sind länglich dreieckig bis eiförmig geformt, laufen spitz zu und tragen einen grünen Kiel. Die männlichen Blüten verfügen über drei Staubblätter. Die weiblichen Blüten sind mit einem dreinarbigen Fruchtknoten „ausgestattet“. Die 4 bis 5 Millimeter langen, ungeschnäbelten Fruchtschläuche (Utriculi) sind weiß bis gelb-braun, länglich und stumpf dreikantig; sie sind kürzer als die Spelzen und vielnervig.
Die Frucht ist im Umriss eiförmig, scharf dreikantig und hat konkave Seitenflächen.
Die Chromosomenzahl beträgt 2n = 90, seltener 88.

## Ökologie
Die Monte-Baldo-Segge ist ein Hemikryptophyt oder Geophyt. Sie ist wie alle anderen Vertreter der Familie der Cyperaceae windblütig, wird jedoch als einzige Segge teilweise auch von Käfern bestäubt.
Als einzige Seggen-Art wird Carex baldensis außer vom Wind teilweise auch von Käfern bestäubt. Man kann bei ihr auch nebeneinander zwei verschiedene Blütenformen beobachten. Bei der einen sind die unteren Blüten weiblich und ihre 2,5 Millimeter langen Schläuche tragen drei kaum gestielte, 1 bis 1,5 Millimeter lange Narben. Bei ihr sind die oberen Blüten ausschließlich männlich und tragen sehr hinfällige Staubbeutel. Bei der zweiten Form treten die weiblichen Blüten stark hervor und sind bedeutend größer (etwa 5 Millimeter lang und 2 bis 2,5 Millimeter breit) und tragen drei sehr große, weit spreizende, papillöse Narben.

## Vorkommen
Die Monte-Baldo-Segge hat ihren Verbreitungsschwerpunkt in Italien zwischen dem Comer- und dem Gardasee, reicht ostwärts bis ins Val Sugana in den Dolomiten und südwärts bis Lessini (Venetien) und in die Grigna (Lombardei). Wenige weitere Fundstellen liegen in den Zentralalpen in der Schweiz, ferner in Nordtirol (Österreich) und in Bayern in den Nördlichen Kalkalpen. Die Monte-Baldo-Segge ist in der Schweiz auf ein Gebiet von 6 mal 4 km im Unterengadin beschränkt. In Deutschland kommt die Monte-Baldo-Segge nur mit wenigen, vom Hauptareal völlig isolierten Vorposten in den Ammergauer Alpen und im Loisachtal vor, an das sich die Vorkommen in Nordtirol anschließen.
Die Monte-Baldo-Segge kommt in der Schweiz in der subalpin(-alpin) Höhenstufe in Höhenlagen von 2000 bis 2400 Metern, in Österreich von 800 bis 1500 Metern, in Italien auch kollin bis montan beispielsweise am Comersee ab etwa 70 Metern vor. Die Monte-Baldo-Segge besiedelt sonnige, wasserdurchlässige Steinrasen mit geringer Schneebedeckung und früher Schneeschmelze ab etwa Mai auf Kalk- und Dolomitschutt steiniger, trockener Abhänge und Weiden sowie offene lockerrasige, heidekrautreiche Berg-Kiefernwälder und Legföhrengebüsche. Besonders gesellig ist sie im Waldgrenzbereich zu finden. Carex baldensis ist eine Kennart der Pflanzengesellschaft des Blaugras-Horstseggen-Rasens (Seslerio-Caricetum sempervirentis), kommt aber auch im Erika-Bergföhrenwald (Erico-Pinetum montanae) und in Flaumeichenwäldern (Quercion pubescenti-petraeae) vor. Ihr Schwerpunkt liegt auf trockenen bis mäßig frischen, kalkreichen, humosen, stickstoffarmen bis -ärmsten Steinböden (Dolomit). Sie kommt in Höhenlagen zwischen 70 und 2400 Metern vor.
Die Monte-Baldo-Segge ist eine Halblicht- bis Volllichtpflanze sowie ein Kühlezeiger. Seine ökologischen Zeigerwerte nach Ellenberg sind L (Lichtzahl) = 8, T (Temperaturzahl) = 3, K (Kontinentalitätszahl) = 5, F (Feuchtezahl) = 4, R (Reaktionszahl) = 8, N (Stickstoffzahl) = 3, S (Salzzahl) = 0.
Die ökologischen Zeigerwerte nach Landolt et al. 2010 sind in der Schweiz: Feuchtezahl F = 2+ (frisch), Lichtzahl L = 4 (hell), Reaktionszahl R = 5 (basisch), Temperaturzahl T = 2+ (unter-subalpin und ober-montan), Nährstoffzahl N = 2 (nährstoffarm), Kontinentalitätszahl K = 4 (subkontinental).

## Gefährdung
Die Monte-Baldo-Segge wird in der IUCN 1998 für Europa und damit weltweit als gefährdet eingestuft und gilt weltweit als selten. Ihre Bestände sind in ihrem norditalienischen Hauptareal aber weitgehend ungefährdet. In Deutschland wurden 1996 ihre Bestände in der bundesweiten Roten Liste als „extrem selten“ (R) eingestuft, gelten aber nicht als unmittelbar gefährdet, in der bayerischen Roten Liste von 2003 allerdings als „stark gefährdet“ (2). Auch in der Schweiz galten die Bestände dieser Art als potenziell gefährdet, wurden aber auf gefährdet (vulnerable) heraufgestuft. In Österreich ist sie sehr selten und gilt als potentiell gefährdet. Sie ist in Deutschland nach der Bundesartenschutzverordnung (BArtSchV) besonders. und auch nach der schweizerischen Artenschutzverordnung (ASchV) vollständig geschützt.

## Taxonomie
Die Erstveröffentlichung von Carex baldensis erfolgte 1756 durch Carl von Linné in Centuria II. Plantarum ... (Band 2) Seite 32.